# Gonodonta fulvidens
Gonodonta fulvidens är en fjärilsart som beskrevs av Felder 1874. Gonodonta fulvidens ingår i släktet Gonodonta och familjen nattflyn. Inga underarter finns listade i Catalogue of Life.